# Miss Venezuela 1996
El Miss Venezuela 1996 fue la cuadragésima tercera (43.ª) edición del certamen Miss Venezuela, celebrada en Caracas, Venezuela, el viernes 6 de septiembre de 1996, contando con la participación de 28 candidatas. El evento fue transmitido en directo por Venevisión desde el Poliedro de Caracas. Al final del evento, Alicia Machado, Miss Venezuela 1995, de Yaracuy, coronó a Marena Bencomo, de Carabobo, como su sucesora.
Sin saberlo, fue el último para Bárbara Palacios (que reemplazó a Carmen Victoria Pérez desde 1990) y Gilberto Correa en su calidad de conductor principal. Correa volvería al concurso en el 2002, pero como conductor invitado ya que la conducción principal fue encomendada desde 1997 a Maite Delgado, siendo ella la que debía leer el resultado final de cada certamen.

## Desarrollo
Oscar D'León y Guillermo Dávila se unen en el opening, para darle la bienvenida a Miss Universo 1996, Alicia Machado, en un cuadro de corte venezolano que ocupa el escenario del Poliedro de Caracas. “Piratas”, el cuadro central del espectáculo, está a cargo de Carlos Baute, Wanda D'Isidoro, Jalymar Salomón y el tenor José Antonio García, además de los galanes Jorge Aravena, Jhonny Nessy y Juan Carlos Ávila; el productor Joaquín Riviera hace un cameo impulsado por la emoción del montaje que incluye también efectos pirotécnicos. Seguidamente el grupo "Salserín" junto a un coro infantil cantan "De sol a sol", pero con la letra alterada en honor a Jacqueline Aguilera, Miss Mundo 1995, quien ingresa a escena en dicho musical. La estrella internacional de la noche es la mexicana Patricia Manterola. Luego regresaría al escenario Alicia Machado para una breve entrevista con Gilberto Correa, quien en el bloque final la junta con Jacqueline Aguilera para la coronación. En la producción de este show, cuyo presupuesto alcanza los 300 millones de bolívares de la época, participan 1.480 personas. La corona es para Miss Carabobo, Marena Bencomo. En el grupo de 28 aspirantes destacan: Consuelo Adler (Miranda), Tatiana Irízar (Táchira), Gabriela Vergara (Barinas), Karelys Ollarves (Costa Oriental), Gabriela Guédez (Portuguesa) y Carol Ginter (Municipio Libertador).

## Resultados

### Ganadoras
| Resultado                      | Candidata                       |
| ------------------------------ | ------------------------------- |
| Miss Venezuela 1996            | - Carabobo - Marena Bencomo     |
| Miss World Venezuela           | - Nueva Esparta - Anna Cepinska |
| Miss Vzla. Internacional       | - Miranda - Consuelo Adler      |
| Miss Nuestra Belleza Venezuela | - Lara - Adelaida Pífano        |
| 1ª Finalista                   | - Zulia - Lorena Franceschi     |
| 2ª Finalista                   | - Táchira - Tatiana Irízar      |
| 3ª Finalista                   | - Barinas - Gabriela Vergara    |
| 4ª Finalista                   | - Anzoátegui - Milena Romero    |

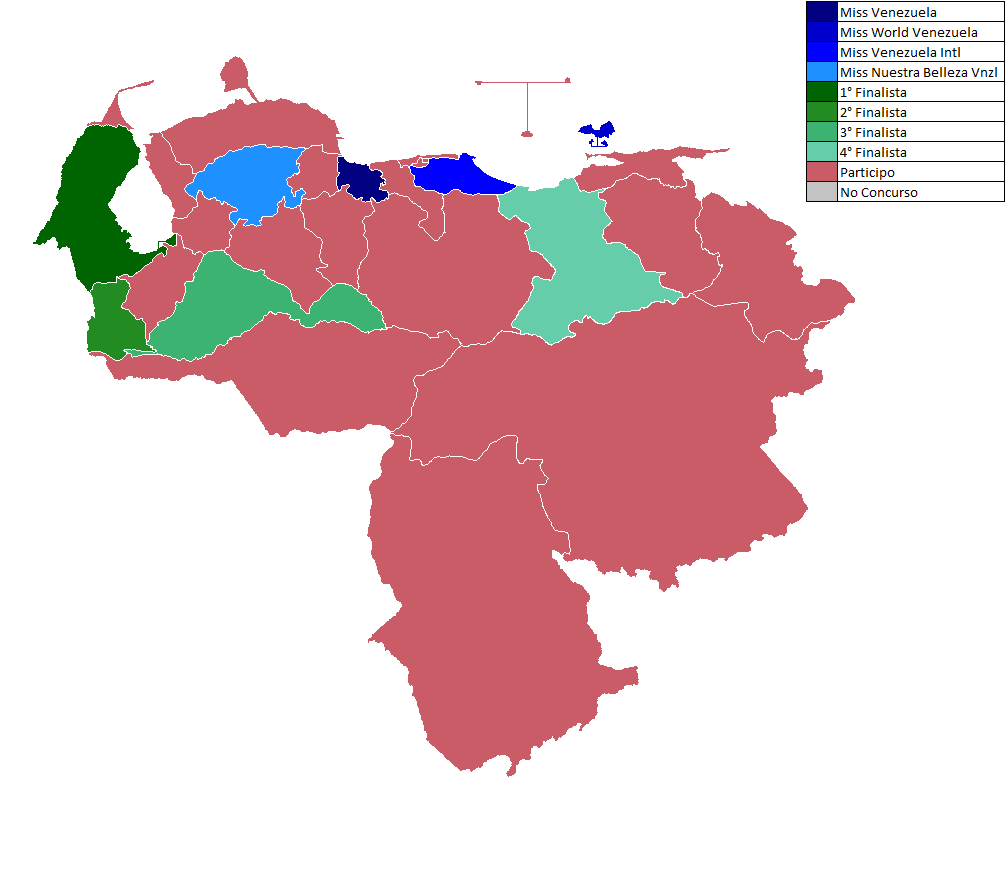
Miss Venezuela 1996

### Premiaciones especiales
- Miss Fotogénica (electa por el Círculo de Reporteros Gráficos de Venezuela) - Consuelo Adler (Miss Miranda)
- Miss Amistad - Michelina Nuzzo (Miss Trujillo)
- Miss Elegancia - Gabriela Vergara (Miss Barinas)
- Ojos más bellos - Rossy Conde (Miss Delta Amacuro)
- Mejor cabello - Tatiana Irízar (Miss Táchira)
- Mejor cuerpo - Milena Romero (Miss Anzoátegui)
- Mejor piel - Consuelo Adler (Miss Miranda)

## Candidatas Oficiales
| Estado                 | Candidata                                     | Edad | Estatura (m) | Ciudad Natal           |
| ---------------------- | --------------------------------------------- | ---- | ------------ | ---------------------- |
| Amazonas               | Marina Lisabone Yolanda Taylhardat Ares       | 19   | 1,74 m       | Caracas                |
| Anzoátegui             | Milena Del Carmen Romero Anduz                | 19   | 1,76 m       | Puerto Píritu          |
| Apure                  | Malena Carolina Bello Bolívar                 | 21   | 1,76 m       | Calabozo               |
| Aragua                 | Marjorie Correa Gallo                         | 21   | 1,75 m       | Maracay                |
| Barinas                | Gabriela Vergara Aranguren                    | 22   | 1,72 m       | Caracas                |
| Bolívar                | Samantha Verónica Blanco Csiszer              | 19   | 1,75 m       | Caracas                |
| Carabobo               | Marena Josefina Bencomo Giménez               | 22   | 1,75 m       | Valencia               |
| Cojedes                | Alexandra Karina Sánchez Biezma Férnandez     | 19   | 1,74 m       | Caracas                |
| Costa Oriental         | Karelis Margarita Ollarves Villarreal         | 19   | 1,80 m       | Ciudad Ojeda           |
| Delta Amacuro          | Rossy Aurelys Conde Rodríguez                 | 21   | 1,74 m       | San Juan de los Morros |
| Dependencias Federales | Carolina Carvalho García                      | 18   | 1,77 m       | La Guaira              |
| Distrito Federal       | Lucila Margarita Weil Viso                    | 23   | 1,70 m       | Caracas                |
| Falcón                 | (Nina Majors)Yasmín Madeline Fuenmayor Bracho | 26   | 1,71 m       | Maracaibo              |
| Guárico                | Patricia Elena Ossorio Álvarez                | 20   | 1,83 m       | San Juan de los Morros |
| Lara                   | Adelaida Pífano Freytez                       | 19   | 1,77 m       | Barquisimeto           |
| Mérida                 | Hildeghard Germaine Gehrenbeck Gabaldón       | 19   | 1,80 m       | Caracas                |
| Miranda                | Consuelo Adler Hernández                      | 20   | 1,80 m       | Caracas                |
| Monagas                | Ana Karina Hoyos Mora                         | 21   | 1,79 m       | Turmero                |
| Municipio Libertador   | Carol Grace Ginter Sagadin                    | 18   | 1,77 m       | Caracas                |
| Municipio Vargas       | Yaridis Margarita Adrián Delgado              | 17   | 1,75 m       | Caracas                |
| Nueva Esparta          | Anna Cepinska Miszczak                        | 18   | 1,78 m       | Caracas                |
| Península Guajira      | Carola Thaís Montiel Álvarez                  | 24   | 1,77 m       | Maracaibo              |
| Portuguesa             | Gabriela Alejandra Guédez Contreras           | 21   | 1,75 m       | Caracas                |
| Sucre                  | Cibel Marrero Díaz                            | 19   | 1,75 m       | Carúpano               |
| Táchira                | Tatiana Irízar Zabala                         | 21   | 1,79 m       | Caracas                |
| Trujillo               | Michelina Nuzzo Franco                        | 19   | 1,80 m       | Caracas                |
| Yaracuy                | Romina Natalia Meraviglia Kodelia             | 22   | 1,77 m       | Valencia               |
| Zulia                  | Lorena Franceschi Valconi                     | 23   | 1,78 m       | Maracaibo              |

## Post Concurso
- Marena Bencomo (Carabobo) contrajo matrimonio con el empresario Richard Boulton, secuestrado en 2000 por guerrilleros del ELN.
- Anna Cepinska (Nueva Esparta) es una modelo y actriz reconocida radicada en México.
- Consuelo Adler (Miranda) top model venezolana, fue la imagen de diversas marcas como: Clairol, Johnson & Johnson y Nivea.
- Gabriela Vergara (Barinas) se desempeña como actriz y modelo, en donde ha trabajado en varias novelas de RCTV, Venevisión, Telemundo, Televisa y TV Azteca
- Tatiana Irizar (Táchira) fue periodista y ancla de noticias de espectáculos en Venevisión y Televen.
- Gabriela Guédez (Portuguesa) participó en el reality show Protagonistas de Novela. También fue animadora de "Lo que ellas quieren" en el canal de TV La Tele. Se desempeña como modelo y actriz.
- Yaridis Adrián (Municipio Vargas) se desempeña como periodista y además es hermana del actor Adrián Delgado
- Carol Ginter (Municipio Libertador) es una afamada diseñadora de modas.
- Karelys Ollarves (Costa Oriental) es modelo y actriz. Ha participado en novelas y seriados de RCTV. Participó en el Miss República Bolivariana de Venezuela 2000, quedando como 2.ª finalista.
- Hildegard Gerembeck (Mérida) Participó en el Miss República Bolivariana de Venezuela 2000 sin figuración. Fue 1.ª finalista del Top Model of the World 1997.